# Antonino Piscitello
Antonino Piscitello (Santo Stefano di Camastra, 30 maggio 1926 – 20 dicembre 1978) è stato un politico italiano.

## Biografia
Laureato in giurisprudenza, fu funzionario del PCI. Venne eletto alla Camera dei deputati per la V legislatura restano in carica quindi dal 1968 al 1972. Dopo le elezioni politiche di tale anno passa al Senato, venendo confermato anche nel 1976. Morì il 20 dicembre 1978 da parlamentare in carica, il suo seggio al Senato passò al compagno di partito Salvatore Rindone.
Era il padre di Rino Piscitello, futuro parlamentare per quattro legislature negli anni Novanta e Duemila.